# Копа Луис Виярехо
Копа Луис Виярехо (на испански: Copa Luis Villarejo) – е елиминационен турнир, еквивалент на турнир за Купата на Пуерто Рико.
Създаден през 2016 година, за да излъчи шампион на страната, след като сезонът в „Лига Насиоал де футбол“ се проваля. Откритият шампионат носи името на Дон Луис Виярехо – испански вратар, роден в Мадрид през 1926 г. На 30 години той се мести в Пуерто Рико, обличайки екипа на „Аркерос Вердес“ (Зелените стрелци). Играе и за колумбийския „Баранкия“, след което става негов треньор. През 1970 г. основава Националното сдружение на арбитрите на Пуерто Рико. Свири мачове на Мондиал 1974.
Второто издание е насрочено за септември 2017 г. Опустошителните урагани Ирма и Мария обаче нанасят поражения и върху редица стадиони. Към този момент мачове все още не са се състояли.

## Отбори състезаващи се през сезон 2016
- Пуерто Рико ФК (Баямон)
- Криойос де Кагуас
- Дон Боско
- Кагуас Спортинг
- Метрполитан ФА
- Баямон ФК
- Маягес ФК
- Гуаяма ФК
- Депортиво Барбоса